# Paddy Hopkirk

Paddy Hopkirk (Belfast, 14 aprile 1933 – Aylesbury, 21 luglio 2022) è stato un pilota automobilistico britannico.

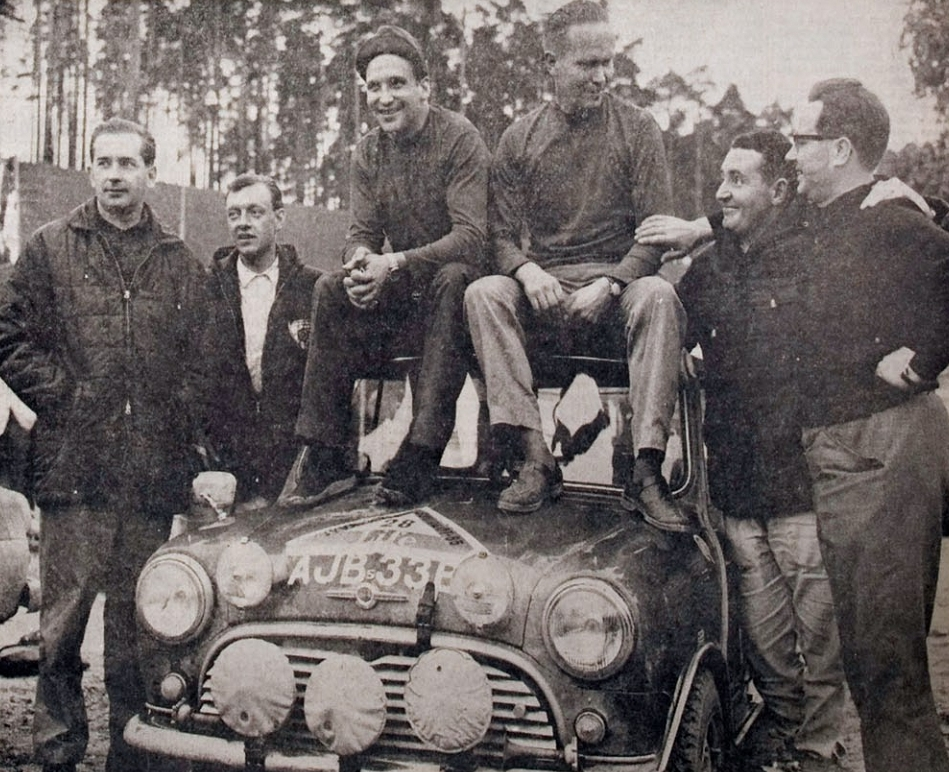
Hopkirk (secondo a destra) al Rally 1000 Laghi del 1965

Nel 1964 Hopkirk entrò definitivamente nei libri di storia dell'automobilismo con la Mini classica. In un drammatico duello con lo svedese Bo Ljungfeldt e la sua Ford Falcon, decisamente migliore a livello di motore, Hopkirk diede vita a una prova di forza al Col de Turini e alla fine vinse la classifica generale, conquistando la prima vittoria del Monte per la Mini.
Il colpo a sorpresa fu celebrato freneticamente in Gran Bretagna, facendo diventare la Mini classica una leggenda e Hopkirk il pilota di rally più famoso da un giorno all'altro. Il Primo Ministro britannico inviò le sue congratulazioni e i Beatles inviarono un biglietto con le parole "Ora  sei uno di noi, Paddy".
Hopkirk era anche conosciuto tra i colleghi, la famiglia, gli amici e i fan come uno sportivo corretto. Nel 1968, lui e il suo copilota Tony Nash erano in testa alla maratona Londra-Sydney e fermarono la loro Austin per liberare un membro della squadra appena ferito dal suo veicolo in fiamme.

## Riconoscimenti
- 2010: Rally Hall of Fame[1]